# 小蝸不見了
《小蝸不見了》（又稱）是美國動畫電視劇《海綿寶寶》第4季的第3集，同時也是全劇的第63集，於2005年11月11日透過尼可國際兒童頻道首播。在該集中，海綿寶寶沉迷於玩具波板球，冷落了寵物蝸牛小蝸，小蝸因此離家出走。女演員艾米·波勒在該集中客串聲演收留小蝸的老奶奶，而歌手Stew則演唱了該集的主題曲《小蝸回家吧》。
尼可國際兒童頻道特別為該集展開了為期1個月的宣傳活動。《小蝸不見了》首播有800萬人收看，是2005年兒童收視率第三高的節目及有線電視節目的兒童收視冠軍。該集所獲評價多為正面，評論家多稱讚該集兼具趣味和感人成份，但也有評論家批評該集認為其黯淡又消沉。

## 劇情
一天，海綿寶寶收到了玩具波板球。為了完成挑戰（連續擊球29,998,559,671,349次），海綿寶寶連續十天一心一意地玩著，忽略了寵物蝸牛小蝸，小蝸因此離家出走。直到好友派大星來訪，海綿寶寶才清醒，並發覺小蝸不見了。他在信箱裡發現了小蝸留下的訊息，得知小蝸離家出走去尋找新主人。與此同時，小蝸已經抵達另一座城市，但沒有食物可以果腹，好不容易找到的食物也被其他惡霸蝸牛搶走。這時，一位老奶奶將小蝸誤認成她的寵物蝸牛肥肥小妹（Miss Tuftsy），把小蝸帶回家，並好好地照顧牠。
失去小蝸的海綿寶寶悲痛萬分，連在蟹堡王的工作也做得一塌糊塗。蟹堡王的老闆蟹老闆勸海綿寶寶專心工作，但海綿寶寶誤解了他的意思，決定請假去找小蝸。他與派大星處處貼海報和發傳單，希望能找到小蝸。海綿寶寶與小蝸數度擦身而過，但都沒有發現彼此。在老奶奶家，小蝸暴飲暴食。這時，老奶奶給小蝸一疊海綿寶寶的傳單用來墊著，小蝸看完傳單後十分感動，一度打算回到海綿寶寶身邊，但最後還是打消了念頭。接著牠打開了壁櫥，發現裡面全是空蝸牛殼，有的還破了個大洞。老奶奶呼喚小蝸來吃點心，小蝸察覺老奶奶可能是要養肥牠再吃掉牠，便逃了出去，老奶奶也追了上來。小蝸躲進巷子無路可走，這時牠看見了一隻惡霸蝸牛，便將牠推到老奶奶面前，老奶奶將牠認作肥肥小妹，於是帶牠回家。最後，海綿寶寶放棄了找尋小蝸，試圖透過散步來忘掉牠，但就是忘不掉。這時，他聽見了熟悉的喵喵聲，以為自己有幻聽，但轉身時發現小蝸就在他身邊。海綿寶寶高興萬分地與小蝸重逢。

## 製作與播出

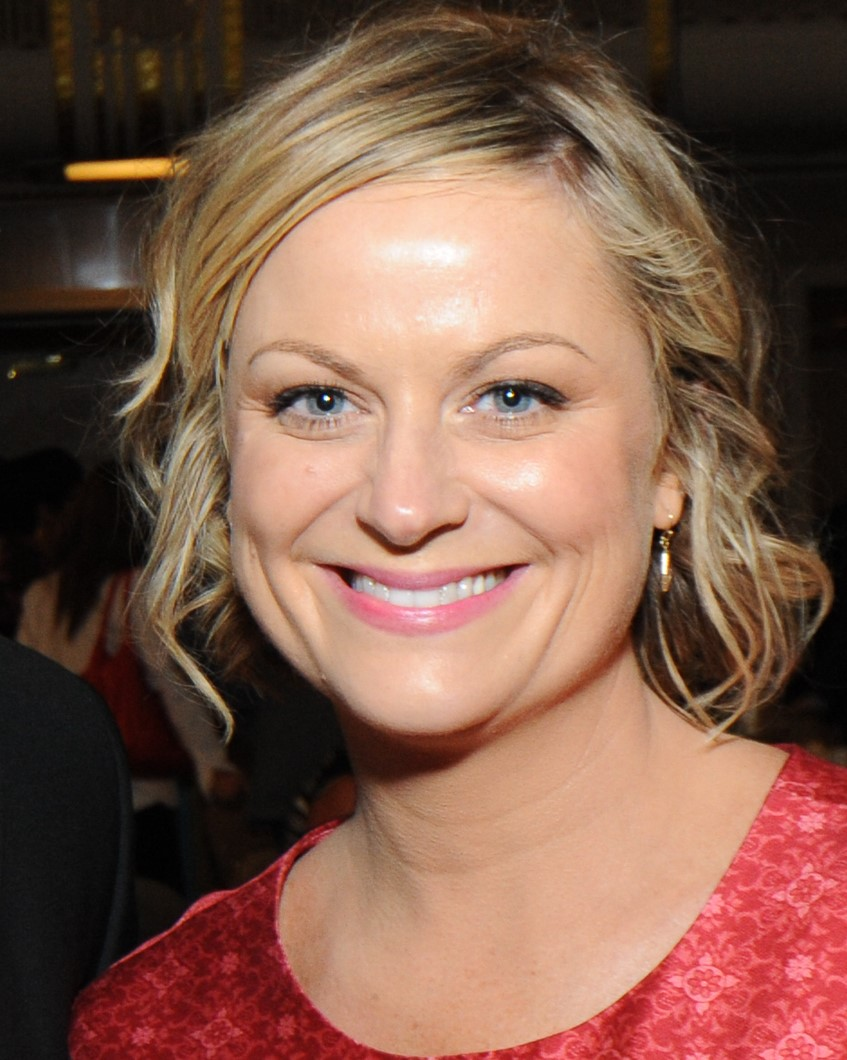
女演員艾米·波勒在該集中客串聲演老奶奶

《小蝸不見了》是一部22分鐘長、由亞倫·史普林爾與保羅·提比編劇的特別篇。該集的分鏡圖由史普林爾負責，而艾倫·史馬特與湯姆·安美則擔任該集的動畫總監。《小蝸不見了》於2005年11月11日透過尼可國際兒童頻道首播。在首播前，尼可頻道在TurboNick平台上發布了該集的預覽片段和額外報導。尼可頻道還推出了Flash游戏《小蝸的蹤跡》（Trail of the Snail）。
尼可頻道在2005年11月1日的新聞稿中正式發表本集的消息，並宣傳該集是特別篇「小蝸在哪裡」。尼可頻道如此形容本集：「這是比奇堡難過的一天，海綿寶寶發現心愛的寵物蝸牛小蝸失蹤，而且可能是他的錯。」開發和原創程序安排部門的執行副總裁瑪喬麗·科恩（Marjorie Cohn）表示：「孩子們愛著他們的寵物，而海綿寶寶和小蝸的關係肯定和那有所相似——也許有些偏差，但看到小蝸只用牠招牌的喵叫聲來表達全部的情緒，想必會很有趣。」
除了常規配音員外，美國綜藝節目《週六夜現場》女演員艾米·波勒在該集中客串聲演老奶奶，據官方描述，波勒的角色是一名好心的老婦人，收養離家的小蝸。歌手Stew譜寫並演唱了該集的原創主題曲《小蝸之歌》（Gary's Song），該曲的歌名也被廣傳為《小蝸回家》（Gary, Come Home）。
尼可頻道為了幫本集造勢，展開為期1個月的場外宣傳活動，包含推出印刷品、戶外活動和廠商合作。尼可頻道也舉辦了名為「小蝸在哪裡」（Where's Gary）的廣播抽獎活動，在該集首播的前五天，海盜阿西和其他名人嘉賓會出動到各個地點尋找小蝸，觀眾訪問頻道官網即可得到參加抽獎的機會。

## 反響與家庭媒體
《小蝸不見了》在2005年11月11日播出後共有800萬人收看。在該年度的排行中，本集是2至11歲兒童收視率第三高的節目（僅次於第39屆超級盃和第39屆超級盃開球儀式），同時也是2至11歲和6至11歲兒童的有線電視節目收視冠軍。
電視評論家大多給予本集好評。《華盛頓郵報》的湯姆·沙爾斯認為《小蝸不見了》相當妙，形容該集是「悲喜參半的騷亂」，並在評論中點出該集與另一集《我要小蝸》（Dumped，在該集中小蝸也離海綿寶寶而去）很像。Yahoo! Voices的亞達·艾克柏格（Aida Ekberg）將該集的客串配音員艾米·波勒列入「前10佳《海綿寶寶》客串配音員」名單中，並表示，「我很訝異沒有更多喜劇演員去客串《海綿寶寶》。艾米·波勒用那令人毛骨悚然的老奶奶聲音表現得很好，詮釋出偽裝於一盤接一盤的巧克力薄餅底下的純粹邪惡。」。DVD Talk的保羅·梅維斯（Paul Mavis）表示自己很喜歡「小蝸發現自己必須擺脫老奶奶那過頭的愛，否則就得像那些牠發現的那堆空蝸牛殼一樣死去」的時刻，認為該橋段「既滑稽又感人」。
也有一些評論家給出了負評，《坦帕灣時報》的內德·麥克（Nader Michael）對該集不大滿意，批評劇中海綿寶寶沮喪難過的心情與他一貫的開朗個性差很多。Blogcritics的艾瑞克·歐森評論道：「這集既黯淡又遲緩，明顯缺乏令百萬男女老少為之著迷的輕浮糊塗感。」。
該集與其他五集《心愛的床墊》（The Lost Mattress）、《老闆打官司》（Krabs vs. Plankton）、《夾娃娃機》（Skill Crane）、《美麗星期天》（Good Neighbors）及《蝸牛賽跑》（The Great Snail Race）收錄在於2005年11月15日上市、名為《小蝸在哪裡》（Where's Gary）的DVD套裝中。《小蝸不見了》還收錄在於2006年9月12日發行的《海綿寶寶》第4季DVD的第一碟中。2009年9月22日上市的《海綿寶寶：頭100集》（SpongeBob SquarePants: The First 100 Episodes）DVD套裝中收錄有第1季至第5季的所有劇集，其中也包含《小蝸不見了》。
2020年上映的電影《海綿寶寶：奔跑吧》中使用了該集的主題曲《小蝸回家吧》。

## 外部連結
- 互联网电影数据库上小蝸不見了的资料（英文）